# Бейфилд
Бейфилд — населённый пункт в округе Бейфилд. Является основным местом доступа к общине Ла-Пуэнт, расположенной на острове Мадлен.

## История
Бейфилд был назван в 1856 году в честь Генри Бейфилда, Британского Королевского топографического инженера, который исследовал эти места в 1822-23 годах. Почтовое отделение работает в Бейфилде с 1856 года.

## Культура
Морской музей Бейфилда и Музей наследия Бейфилда являются двумя музеями города. Также присутствуют несколько художественных галерей. Рядом находится 950-местный театр, известный как Big Top Chautauqua.
В первые выходные февраля на островах архипелага проходят гонки на ездовых собаках. Это самая большая гонка на собачьих упряжках на Среднем Западе, где ежегодно соревнуются от 50 до 75 команд.

## Население
- 1880—495
- 1890—1373
- 1900—1689
- 1920—1441
- 1930—1195
- 1940—1212
- 1950—1153
- 1960—969
- 1970—874
- 1980—778
- 1990—686
- 2000—611
- 2010—487
- 2018—477

## Галерея
- Штаб-квартира Национального побережья
- Центр города
- Гостиница Rittenhouse
- Мэрия
- Залив
- Знак при въезде
- Вид из гавани
- Морской музей